# Robert Alkan
Pour les articles homonymes, voir Alkan.
Robert Alkan, né le 11 juin 1891 dans le 3e arrondissement de Paris et mort le 16 juin 1957 dans le 18e arrondissement, est un ingénieur aéronautique et inventeur français.

## Biographie

### Origine et formation
Issac Robert Alkan, est né le 11 juin 1891 dans le 3e arrondissement de Paris du mariage de Samuel Alkan, voyageur de commerce, et de Caroline Marx, modiste.
Robert Alkan obtient le diplôme d'ingénieur de l’École d’électricité et de mécanique industrielles, dite « École Violet ».  

### Carrière militaire
Appelé en octobre 1912, il est affecté au 3e Groupe d’aviation, à Lyon. Caporal en juin 1913, il est promu sergent spécialisé cellules et moteurs en novembre 1913. En 1913 et 1914, il est chargé de cours sur la « technique de l’aviation » aux sociétés de préparation militaire de Lyon. Il est mobilisé en août 1914 à l’Escadrille B.L.C., puis à l’Escadrille M.S. 12, ultérieurement devenue l’Escadrille N.12. C'est au sein de cette dernière qu'il conçoit le premier tir mécanique à travers l’hélice.
Il est promu adjudant en février 1916. À la suite de ses travaux, il est affecté à la Section technique de l’aéronautique. Il devient alors l’un des principaux collaborateurs du lieutenant de vaisseau Pierre Amédée Firmin Cayla et l’un des animateurs de la dite section. Sont marqués de ses idées tous les matériels conçus à cette époque : dispositifs de synchronisation des mitrailleuses en usage dans les aviations française, américaine et italienne ; lance-bombes ; tourelles ...
Il est sous-lieutenant d’artillerie de réserve à titre temporaire et pour la durée de la guerre. Par décision ministérielle en date du 23 mars 1918, il est maintenu dans cet emploi « jusqu’à la mise au courant de militaires de classe anciennes, susceptibles de [le] remplacer, actuellement recherchés à l’intérieur et aux armées ».
En 1917, il est membre d’une mission d’étude de la Section technique de l’aéronautique envoyée en 1917 au Royaume-Uni, puis d'une autre en Italie.
D'août 1918 à janvier 1919, il est membre de la Mission française de construction d’avions, envoyée aux États-Unis auprès du Technical Department. Sous-lieutenant d’artillerie de réserve à titre définitif, demeurant détaché au Section technique de l’aéronautique, il  est affecté définitivement à cette section fin septembre 1920. De janvier à juin 1920, il est sous-lieutenant de réserve affecté à la Commission de contrôle interalliée en Allemagne. En juillet 1923, il est muté dans l’arme de l’aéronautique nouvellement créée avec le grade de lieutenant de réserve, demeurant affecté au Service technique de l’aéronautique.

### Carrière professionnelle
À l'issue de ses études d'ingénieur, il entre en 1909 à la plateforme d’essais de la Société alsacienne, puis à l’usine de la Société Schneider à Champagne-sur-Seine (Seine-et-Marne). Démobilisé, il crée la Société Alkan & Sinay et la S.I.A.M.E. ; puis, à la demande du Service technique de l’aéronautique, il crée la Société Alkan & Lessourd, qui deviendra, après la mort de ce dernier, la Société R. Alkan & Cie. Il se spécialise dans l’armement des avions, les appareils de bord et le pilotage automatique.
En 1952, il  est ingénieur à la Société française d'équipements pour la navigation aérienne (SFENA).

## Inventeur

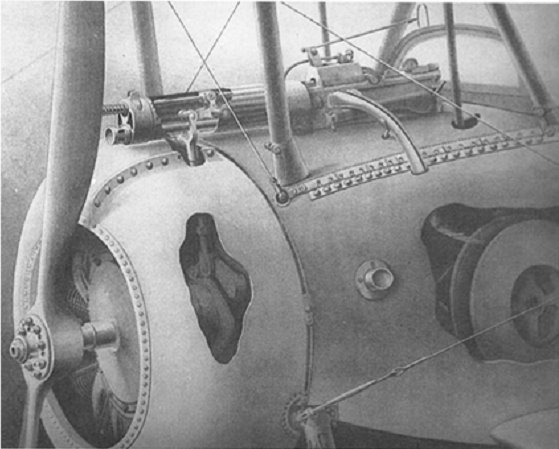
La mitrailleuse du Nieuport 17 synchronisée par le système Alkan-Hamy.

Pendant la Première Guerre mondiale, Robert Alkan — sergent mécanicien — met au point un dispositif de tir synchronisé à travers l'hélice, notamment avec une mitrailleuse Vickers. Le Nieuport 12 de 110 ch fut le premier appareil équipé de ce système que devait expérimenter, en mai 1916, le sous-lieutenant Jean Chaput. Outre la conception de la première commande synchronisée, on doit également a Robert Alkan, qui travaillait au sein de la Section technique de l'aéronautique, des déclencheurs de lance-bombes. Si, en 1936, il met au point un nouveau pilote automatique, il continue également à étudier des systèmes de tir, réalise la première tourelle à moteurs et le premier collimateur à correcteurs,. Il est envoyé en mission aux États-Unis pendant la Seconde Guerre mondiale pour mettre au point les systèmes de navigation électroniques pour les avions de l'US Air force. De retour en France, il poursuit ses travaux et produit de nouveaux équipements : des horizons gyroscopiques, des compas gyromagnétiques et des instruments de navigation destinés aux avions rapides,.
Il meurt le 16 juin 1957 dans le 18e arrondissement de Paris, étant alors domicilié au 70, avenue de la République dans le 11e arrondissement. Il est inhumé au cimetière du Père-Lachaise (division 96) à Paris,.

## Distinctions
Il est nommé chevalier de l'ordre national de la Légion d'honneur le 4 février 1921, promu officier le 7 février 1938 puis commandeur le 7 février 1953.
Considéré par Albert Caquot comme le meilleur ingénieur aéronautique de sa génération, il obtient la médaille de bronze de l’Aéroclub d’Amérique, la médaille de l’aéronautique en 1946 et la Naval Ordonnance Development Award aux États-Unis.

## Hommage
Le « prix Alkan », remis tous les deux ans, est destiné « à encourager les travaux de jeunes savants, inventeurs ou ingénieurs, contribuant au progrès de la science et des techniques, en particulier dans l'industrie aéronautique et spatiale ». Il récompense « un jeune ingénieur de moins de 45 ans opérant dans l'aéronautique et le spatial ».

## Pour approfondir